# Paliacate

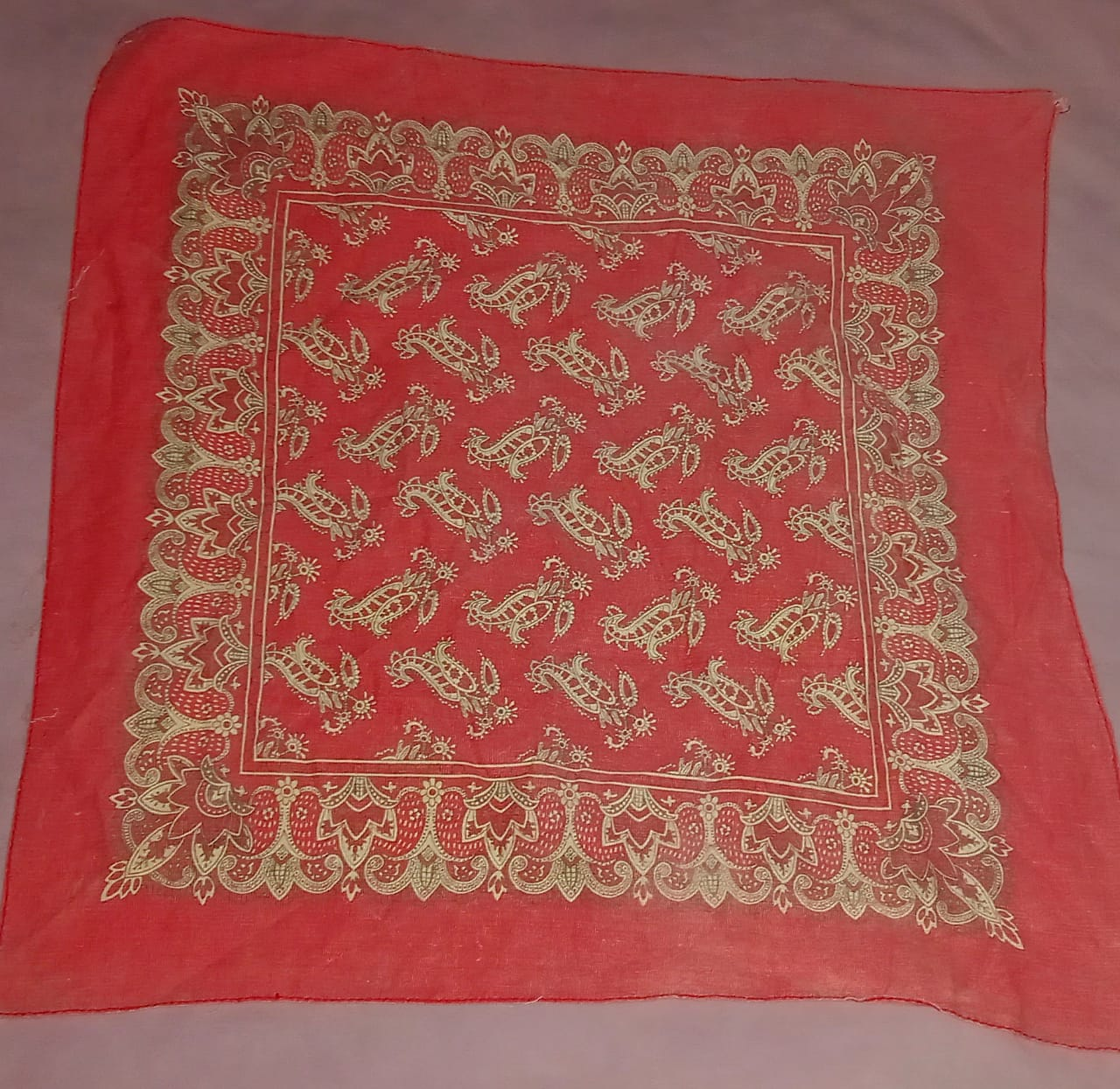
Paliacate clásico

El paliacate es un pañuelo con un dibujo característico cuyo origen, la cachemira, llegó de la India. Los paliacates están muy arraigados en las tradiciones mexicanas.

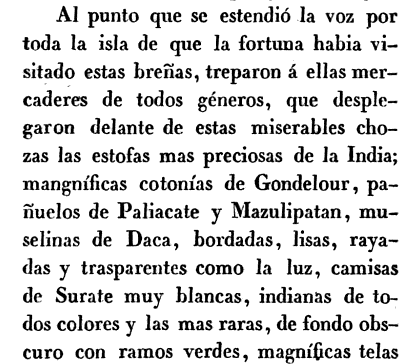
Párrafo de Pablo y Virginia

La RAE considera que la etimología proviene del náhuatl  "pal" (color) y "yacatl" (nariz), pero lo más probable es que el vocablo provenga de Paliacate, el nombre antiguo de un pueblo en el estado de Tamil Nadu, India, hoy conocido como Pulicat. De este pueblo provenían los pañuelos de paliacate, que es como se les conocía, hasta que finalmente terminaron llamándose paliacates. 

Se usan para proteger los cuellos de las camisas de manchas, para secar el sudor, como decoración o como accesorio en muchos trajes regionales. Se pueden utilizar también para cubrirse del sol, como adorno, para el estilo, etc.

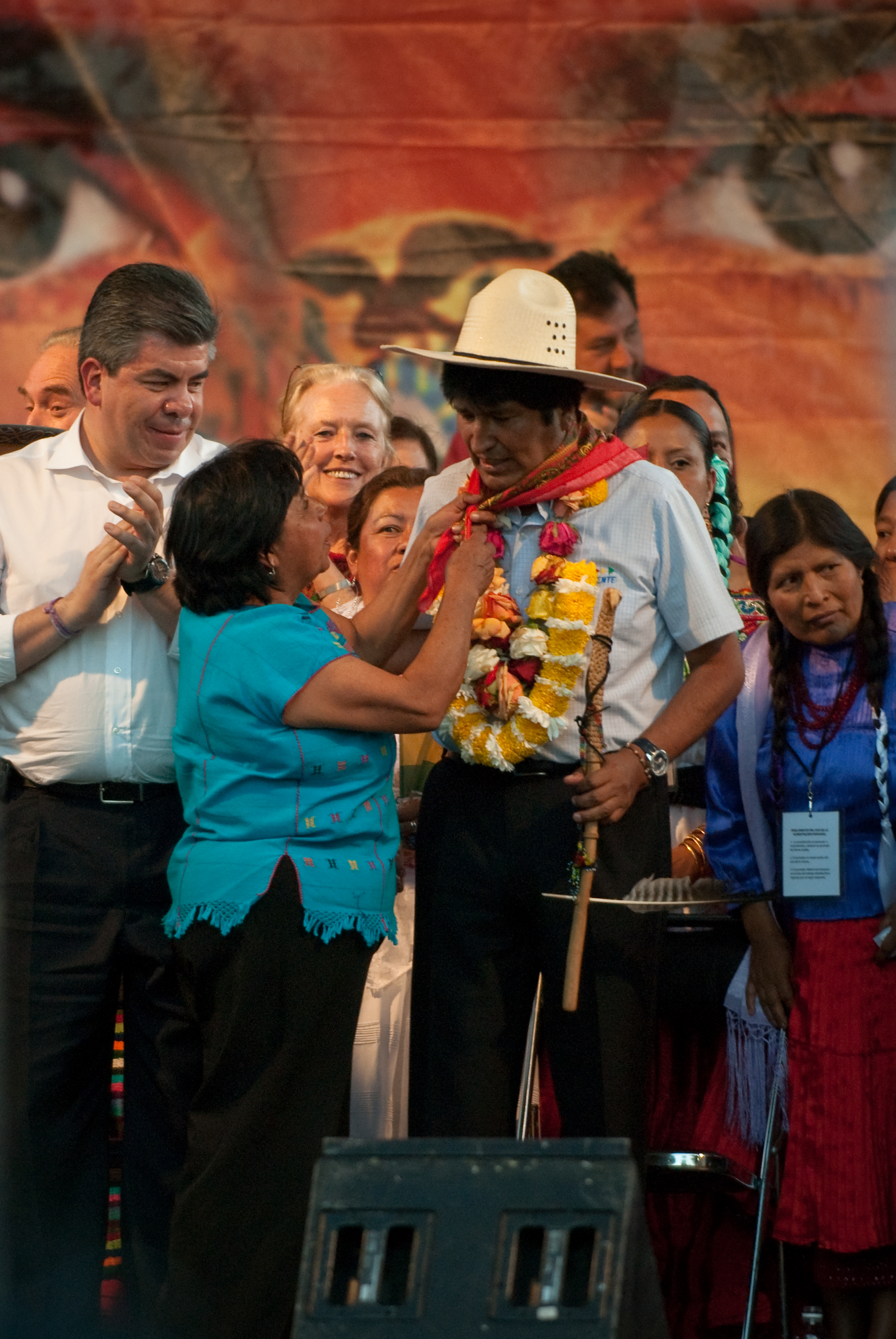
Trinidad Ramírez impone un paliacate a Evo Morales.